# Cieneguilla (Durango)
Cieneguilla es una localidad del estado mexicano de Durango. Es parte del municipio de Poanas.

## Demografía
| Gráfica de evolución demográfica |
|                                  |

| Censo | Población |
| ----- | --------- |
| 1900  | 266       |
| 1910  | 781       |
| 1921  | 628       |
| 1930  | 737       |
| 1940  | 990       |
| 1950  | 1 279     |
| 1960  | 1 635     |
| 1970  | 2 015     |
| 1980  | 2 311     |
| 1990  | 2 328     |
| 2000  | 1 978     |
| 2010  | 1 984     |
| 2020  | 1 902     |